# Urochondra
Urochondra là một chi thực vật có hoa trong họ Hòa thảo (Poaceae).

## Loài
Chi Urochondra gồm các loài: